# Connie Polman-Tuin
Connie Polman-Tuin (eigentlich Constance Polman-Tuin; * 10. Januar 1963 in Powell River, British Columbia) ist eine ehemalige kanadische Siebenkämpferin.
Bei den Commonwealth Games 1982 in Brisbane wurde sie Achte, und bei den Olympischen Spielen 1984 in Los Angeles kam sie auf den 16. Platz.
1987 gewann sie bei den Panamerikanischen Spielen in Indianapolis Silber mit ihrer persönlichen Bestleistung von 5862 Punkten und belegte bei den Leichtathletik-Weltmeisterschaften in Rom den 19. Platz.